# Adonisea languida
Adonisea languida är en fjärilsart som beskrevs av Edwards 1881. Adonisea languida ingår i släktet Adonisea och familjen nattflyn. Inga underarter finns listade i Catalogue of Life.